# Renato Augusto
Pour les articles homonymes, voir Augusto.
 Renato Soares de Oliveira Augusto, plus connu sous le nom de Renato Augusto, ou simplement Rene Augusto, né le 8 février 1988 à Rio de Janeiro, est un footballeur international brésilien qui évolue actuellement au poste de milieu offensif au Fluminense FC.

## Biographie

### En club
Renato Augusto commence sa carrière dans un club de Rio de Janeiro. Professionnel en 2005, il joue trois saisons avec le club puis le quitte en 2008 après avoir gagné la coupe du Brésil en 2006 et le championnat de Rio de Janeiro en 2007 et 2008.
Renato Augusto est un pur produit du Brésil. Son jeu est très technique et sa conduite balle est exceptionnelle. Ses qualités de jeu sont vite appréciées par les clubs européens.
En Juillet 2008, il part pour l'Europe et rejoint le Bayer Leverkusen pour 10 millions d'euros. La même saison, il inscrit deux buts avec le club allemand.
En fin d'année 2012, le Bayer Leverkusen décide finalement de le vendre au SC Corinthians pour un montant d'environ 2,5 millions d'euros. D'après le club allemand, le transfert est dû à la volonté du joueur de 24 ans, en vue du mondial 2014 au Brésil. 
En janvier 2016, il signe en faveur du club chinois du Beijing Guoan.

### En équipe du Brésil
Renato Augusto se distingue en 2007 en étant sélectionné dans l’équipe des moins de 20 ans lors du championnat du monde de la catégorie.
Il fallut attendre le match amical France – Brésil le 9 février 2011 pour que Mano Menezes fasse enfin appel à lui en sélection nationale.
Non retenu pour la Coupe du monde 2014 au Brésil, il fait partie du groupe brésilien pour la Coupe du monde 2018 en Russie. Lors du quart de finale perdu par la Seleçao face à la Belgique (1-2), il inscrit le but permettant de réduire la marque.

## Statistiques
| Saison                | Club                  | Championnat           | Championnat | Championnat | Coupe(s) nationale(s) | Coupe(s) nationale(s) | Supercoupe | Supercoupe | Compétition(s) continentale(s) | Compétition(s) continentale(s) | Compétition(s) continentale(s) | Ligue régionale | Ligue régionale | Brésil | Brésil | Total | Total |
| Saison                | Club                  | Division              | M.          | B.          | M.                    | B.                    | M.         | B.         | Comp.                          | M.                             | B.                             | M.              | B.              | M.     | B.     | M.    | B.    |
| 2005                  | CR Flamengo           | Série A               | 2           | 0           | -                     | -                     | -          | -          | -                              | -                              | -                              | -               | -               | -      | -      | 2     | 0     |
| 2006                  | CR Flamengo           | Série A               | 24          | 0           | 2                     | 0                     | -          | -          | -                              | -                              | -                              | -               | -               | -      | -      | 26    | 0     |
| 2007                  | CR Flamengo           | Série A               | 23          | 2           | -                     | -                     | -          | -          | -                              | 8                              | 1                              | 13              | 3               | -      | -      | 44    | 6     |
| 2008                  | CR Flamengo           | Série A               | 6           | 0           | -                     | -                     | -          | -          | -                              | 3                              | 1                              | 8               | 1               | -      | -      | 17    | 2     |
| Sous-total            | Sous-total            | Sous-total            | 55          | 2           | 2                     | 0                     | -          | -          | -                              | 11                             | 2                              | 21              | 4               | -      | -      | 89    | 8     |
| 2008-2009             | Bayer Leverkusen      | Bundesliga            | 33          | 2           | 6                     | 2                     | -          | -          | -                              | -                              | -                              | -               | -               | -      | -      | 39    | 4     |
| 2009-2010             | Bayer Leverkusen      | Bundesliga            | 17          | 0           | 1                     | 0                     | -          | -          | -                              | -                              | -                              | -               | -               | -      | -      | 18    | 0     |
| 2010-2011             | Bayer Leverkusen      | Bundesliga            | 27          | 7           | 1                     | 1                     | -          | -          | C3                             | 7                              | 0                              | -               | -               | 2      | 0      | 37    | 8     |
| 2011-2012             | Bayer Leverkusen      | Bundesliga            | 18          | 0           | 1                     | 0                     | -          | -          | C1                             | 4                              | 0                              | -               | -               | 1      | 0      | 24    | 0     |
| 2012-2013             | Bayer Leverkusen      | Bundesliga            | 6           | 0           | -                     | -                     | -          | -          | C3                             | 5                              | 0                              | -               | -               | -      | -      | 11    | 0     |
| Sous-total            | Sous-total            | Sous-total            | 101         | 9           | 9                     | 3                     | -          | -          | -                              | 16                             | 0                              | -               | -               | 3      | 0      | 129   | 12    |
| 2013                  | SC Corinthians        | Série A               | 15          | 1           | -                     | -                     | -          | -          | -                              | 6                              | 1                              | 10              | 1               | -      | -      | 31    | 3     |
| 2014                  | SC Corinthians        | Série A               | 30          | 1           | 7                     | 2                     | -          | -          | -                              | -                              | -                              | 5               | 0               | -      | -      | 42    | 3     |
| 2015                  | SC Corinthians        | Série A               | 30          | 5           | 2                     | 0                     | -          | -          | -                              | 10                             | 0                              | 7               | 2               | 2      | 1      | 51    | 8     |
| Sous-total            | Sous-total            | Sous-total            | 75          | 7           | 9                     | 2                     | -          | -          | -                              | 16                             | 1                              | 22              | 3               | 2      | 1      | 124   | 14    |
| 2016                  | Beijing Guoan         | CSL                   | 23          | 4           | 4                     | 2                     | -          | -          | -                              | -                              | -                              | -               | -               | 12     | 4      | 39    | 10    |
| 2017                  | Beijing Guoan         | CSL                   | 28          | 4           | 2                     | 0                     | -          | -          | -                              | -                              | -                              | -               | -               | 10     | 0      | 40    | 4     |
| 2018                  | Beijing Guoan         | CSL                   | 26          | 10          | 7                     | 0                     | -          | -          | -                              | -                              | -                              | -               | -               | 4      | 1      | 37    | 11    |
| 2019                  | Beijing Guoan         | CSL                   | 20          | 9           | 1                     | 0                     | 1          | 0          | ACL                            | 6                              | 1                              | -               | -               | -      | -      | 28    | 10    |
| Sous-total            | Sous-total            | Sous-total            | 97          | 27          | 14                    | 2                     | 1          | 0          | -                              | 6                              | 1                              | -               | -               | 28     | 5      | 146   | 35    |
| Total sur la carrière | Total sur la carrière | Total sur la carrière | 328         | 45          | 34                    | 7                     | 1          | 0          | -                              | 49                             | 4                              | 43              | 7               | 33     | 6      | 488   | 69    |

### Buts internationaux
| 0   | Date             | Lieu                                           | Compétition                                | Résultat | Adversaire | Détail | Détail        | Détail | Sél. |
| --- | ---------------- | ---------------------------------------------- | ------------------------------------------ | -------- | ---------- | ------ | ------------- | ------ | ---- |
| 1er | 17 novembre 2015 | Arena Fonte Nova, Salvador, Brésil             | Éliminatoires Coupe du monde 2018          | V 3-0    | Pérou      | 57e    | du pied droit | 2-0    | 5e   |
| 2e  | 25 mars 2016     | Arena Pernambuco, São Lourenço da Mata, Brésil | Éliminatoires Coupe du monde 2018          | N 2-2    | Uruguay    | 26e    | du pied droit | 2-0    | 6e   |
| 3e  | 8 juin 2016      | Camping World Stadium, Orlando, États-Unis     | Premier tour de la Copa América Centenario | V 7-1    | Haïti      | 35e    | de la tête    | 3-0    | 10e  |
| 4e  | 8 juin 2016      | Camping World Stadium, Orlando, États-Unis     | Premier tour de la Copa América Centenario | V 7-1    | Haïti      | 86e    | du pied droit | 6-1    | 10e  |
| 5e  | 15 novembre 2016 | Estadio Nacional, Lima, Pérou                  | Éliminatoires Coupe du monde 2018          | V 0-2    | Pérou      | 78e    | du pied droit | 0-2    | 17e  |
| 6e  | 6 juillet 2018   | Kazan Arena, Kazan, Russie                     | Quart de finale de la Coupe du monde 2018  | P 1-2    | Belgique   | 76e    | de la tête    | 1-2    | 31e  |

## Palmarès

### En club
| CR Flamengo - Coupe du Brésil - Vainqueur en 2006 - Coupe Guanabara - Vainqueur en 2007 - Championnat de Rio de Janeiro - Champion en 2007 (en) et 2008 (en) |  | CS Corinthians - Championnat de São Paulo - Champion en 2013 (en) - Recopa Sudamericana - Vainqueur en 2013 (en) - Championnat du Brésil - Champion en 2015 |  | Beijing Sinobo Guoan - Coupe de Chine - Vainqueur en 2018 (en) |

### En sélection
| Brésil -23 ans - Jeux olympiques - Vainqueur en 2016 |

### Distinctions personnelles
- Membre de l'équipe-type de Bundesliga en 2009 selon Kicker.
- Meilleur joueur de Série A en 2015 selon Placar.
- Meilleur joueur de Série A en 2015 selon la Confédération brésilienne de football.